# Alice Brady
Alice Brady (Nova Iorque, 2 de novembro de 1892 – Nova Iorque, 28 de outubro de 1939) foi uma atriz estadunidense, vencedora do Oscar de melhor atriz (coadjuvante/secundária) por sua performance no filme In Old Chicago, dirigido em 1937 por Henry King. Ela iniciou sua carreira no cinema mudo e conseguiu permanecer no ramo após a transição para os filmes falados. Trabalhou até seis meses antes de sua morte por câncer em 1939.

## Biografia
Alice nasceu como Mary Rose Brady em Nova Iorque em 2 de novembro de 1892 e se interessou pela profissão de atriz desde cedo. Seu pai, William Aloysius Brady, foi um importante produtor teatral e ela conseguiu seu primeiro trabalho na Broadway em 1911, aos 18 anos de idade, numa das peças produzidas por ele. Ela continuou a atuar no local - principalmente nas peças do pai - de forma consistente por 22 anos. Em 1931, atuou na famosa peça Mourning Becomes Electra de Eugene O'Neill.
O pai de Alice passou a produzir filmes em 1913, e ela logo seguiu os passos dele, fazendo sua primeira aparição em As Ye Sow de 1914. Nos dez anos seguintes, Alice atuou em mais de 50 filmes mudos, enquanto ainda se apresentava nos palcos de Nova Iorque, uma vez que a indústria cinematográfica ainda era baseada nessa cidade à época.
Em 1923, ela deixou de atuar em filmes para se concentrar em seu trabalho nos palcos. Em 1933, Alice se mudou para Hollywood e voltou a atuar no cinema. Seu primeiro trabalho, após dez anos afastada da indústria cinematográfica, foi em When Ladies Meet. Daí para frente, ela atuou de maneira frequente até sua morte, fazendo 25 filmes em sete anos. Sua última atuação foi em Young Mr. Lincoln, cinebiografia de Abraham Lincoln dirigida por John Ford em 1939.
Sepultada no Cemitério de Sleepy Hollow.

## Prêmios
Por sua atuação como Molly O'Leary em In Old Chicago, Alice recebeu o Oscar de melhor atriz (coadjuvante/secundária). Ela tinha sido indicada ao mesmo prêmio no ano anterior por sua performance como Angelica Bullock em My Man Godfrey, talvez sua personagem mais conhecida junto ao público.
Na cerimônia de entrega do Oscar, a estatueta de Alice foi roubada por um homem não-identificado que subiu ao palco para receber o prêmio como representante da atriz, ausente da cerimônia. A estatueta nunca foi recuperada e o impostor nunca foi descoberto. Alice veio a falecer antes que a Academia pudesse encomendar outra estatueta à atriz.

## Filmografia parcial
Dentre os mais de 80 filmes em que a triz atuou, os mais notórios são:
| - As Ye Sow (1914) - La Bohème (1916) - Betsy Ross (1917) - When Ladies Meet (1933) - Beauty for Sale (1933) - The Gay Divorcee (1934) - Gold Diggers of 1935 (1935) - Let 'Em Have It (1935) - Three Smart Girls (1936) - Go West, Young Man (1936) | - My Man Godfrey (1936) - The Harvester (1936) - One Hundred Men and a Girl (1937) - In Old Chicago (1937) - Mr. Dodd Takes the Air (1937) - Zenobia (1939) - Young Mr. Lincoln (1939) |

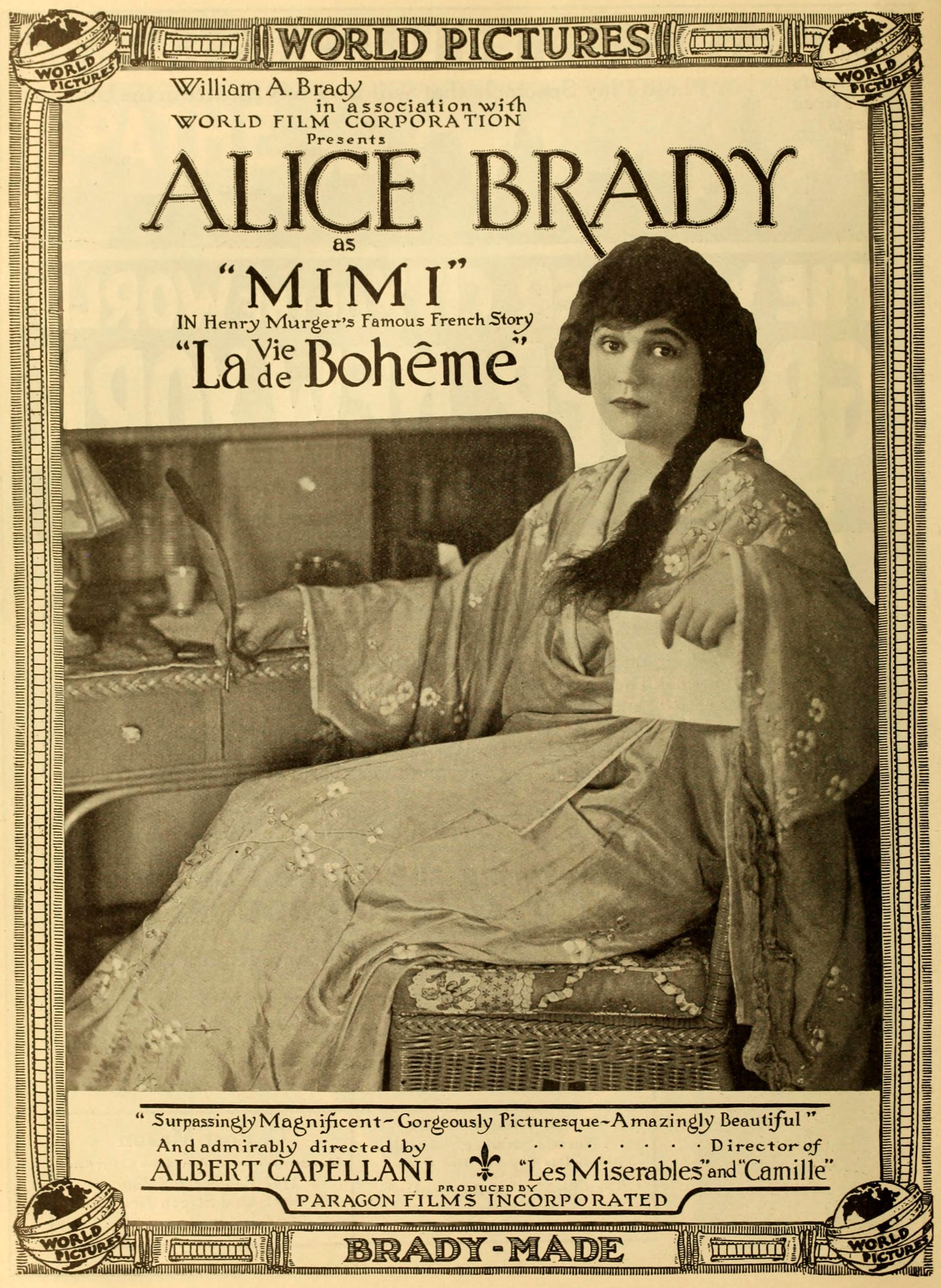
La Vie de Bohême, 1916
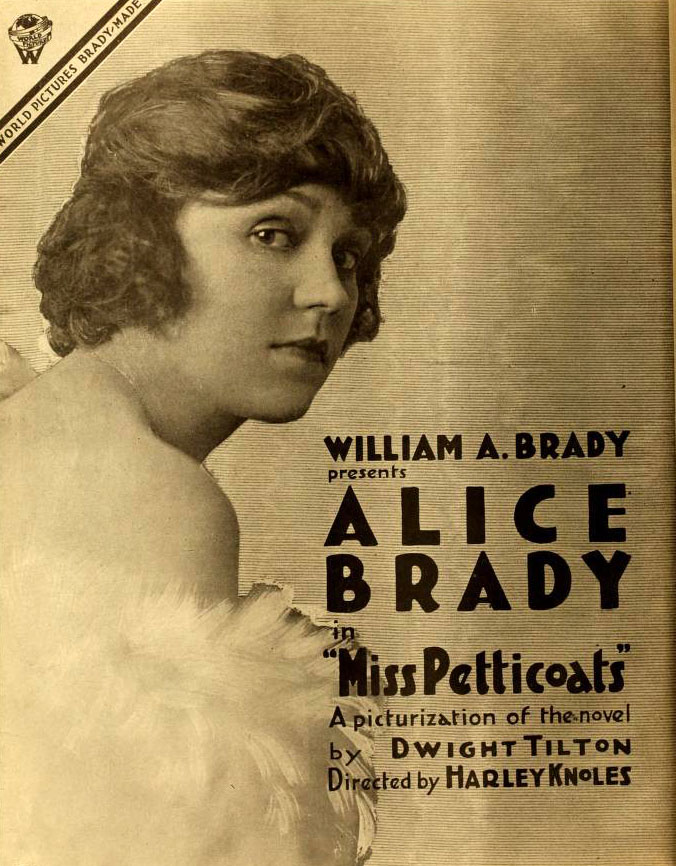
Miss Petticoats, 1916
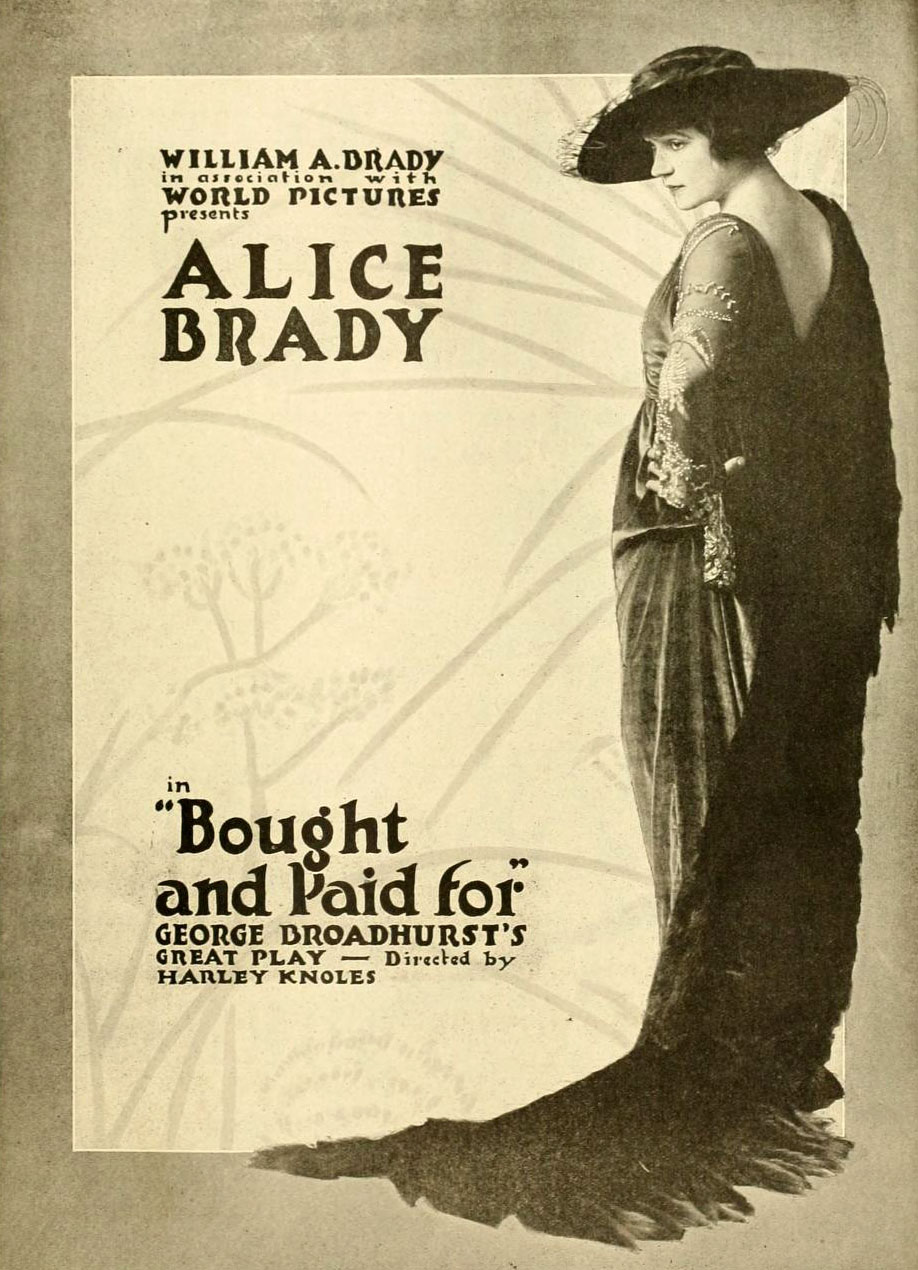
Bought and Paid For, 1916
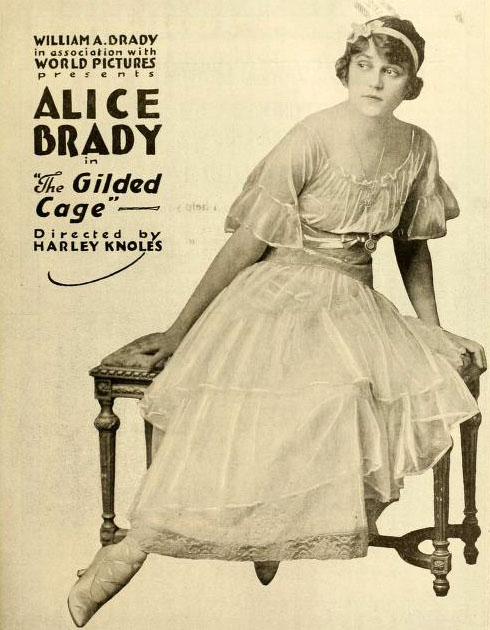
The Gilded Cage, 1916
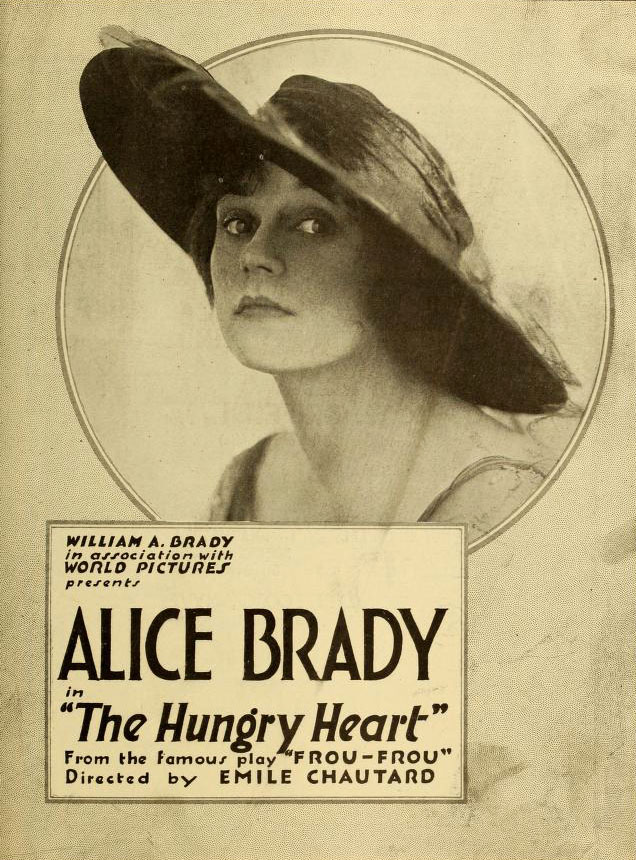
The Hungry Heart, 1917
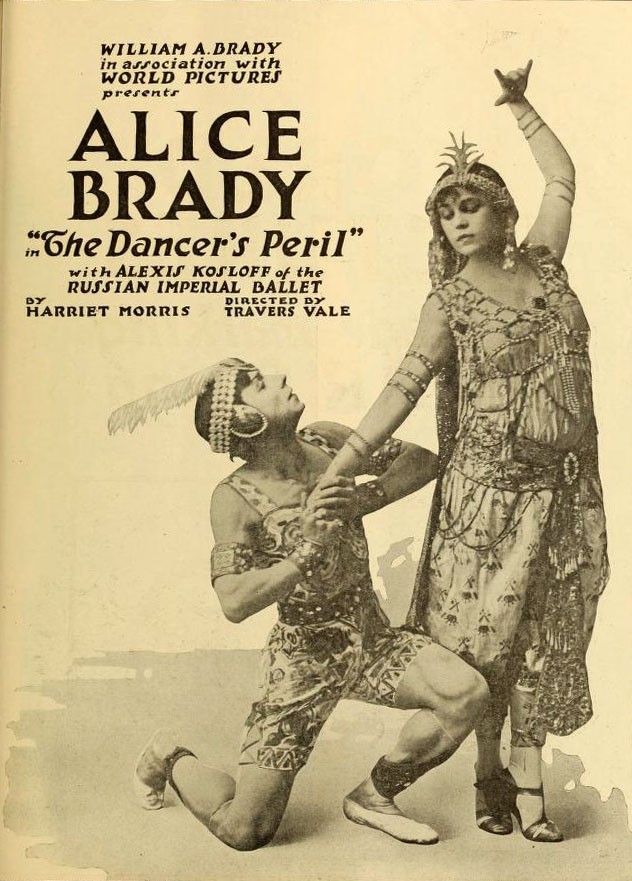
The Dancer's Peril, 1917
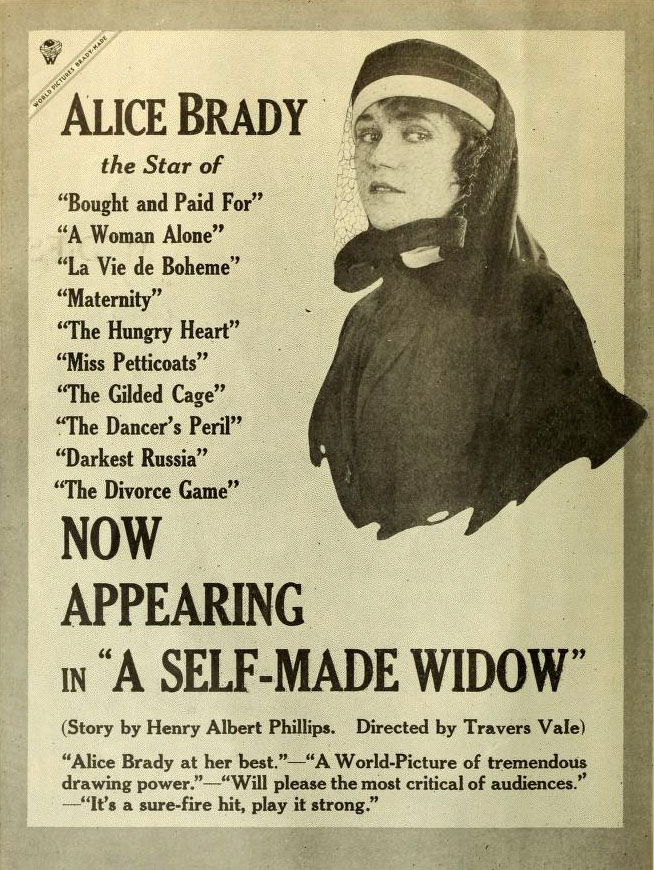
A Self-Made Widow, 1917
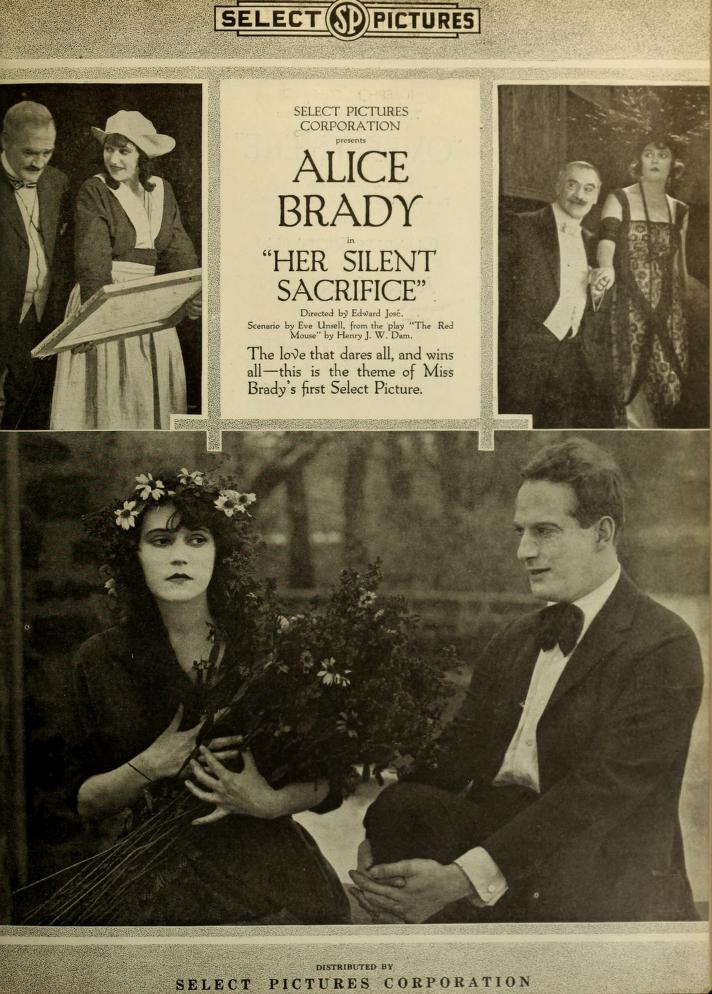
Her Silent Sacrifice, 1917
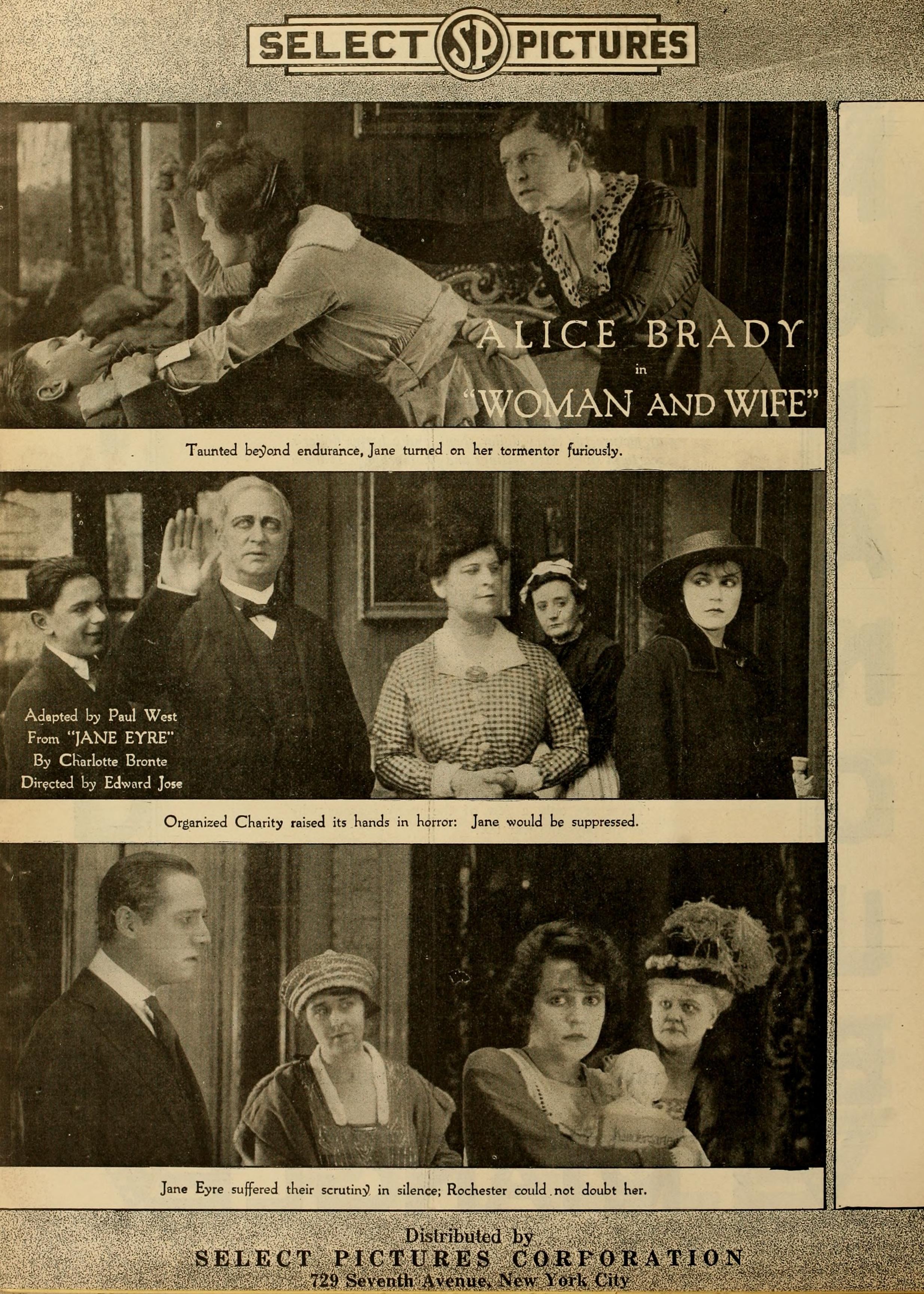
Woman and Wife, 1918
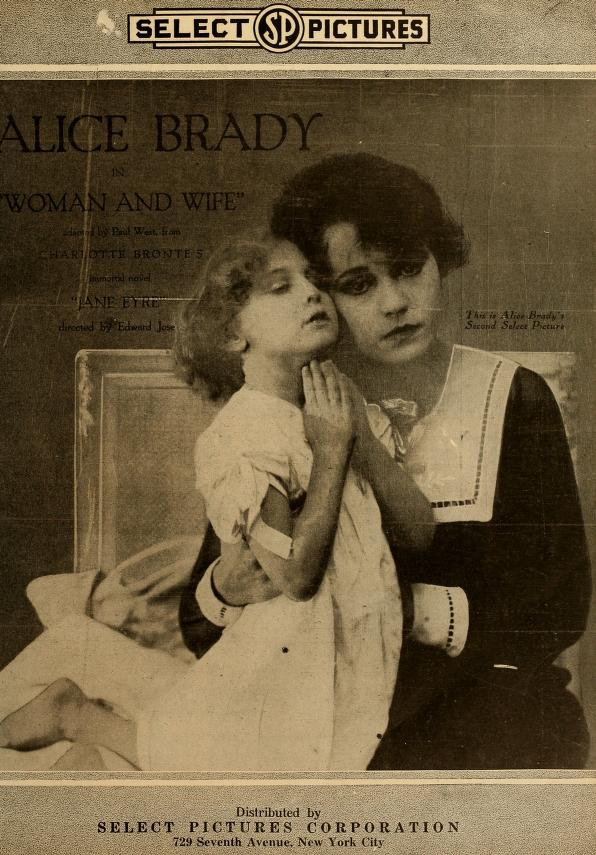
Woman and Wife, 1918
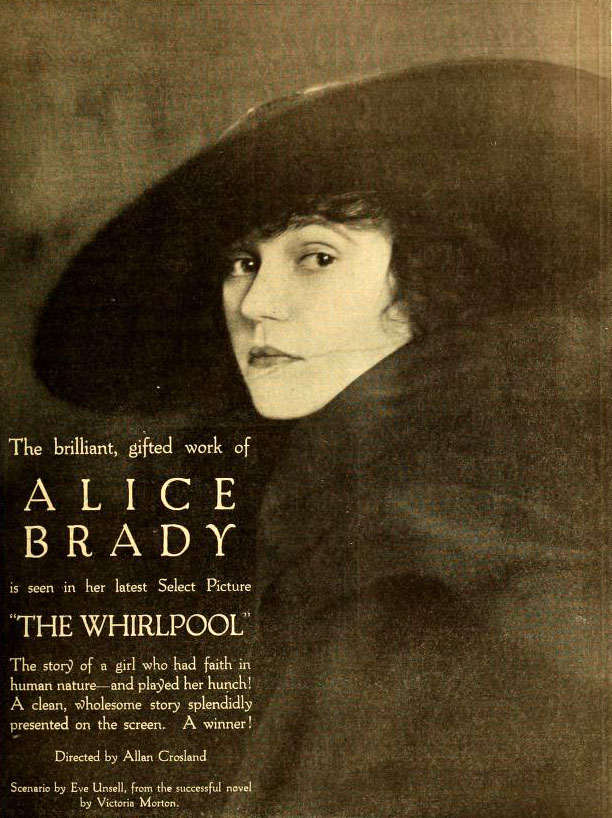
The Whirlpool, 1919
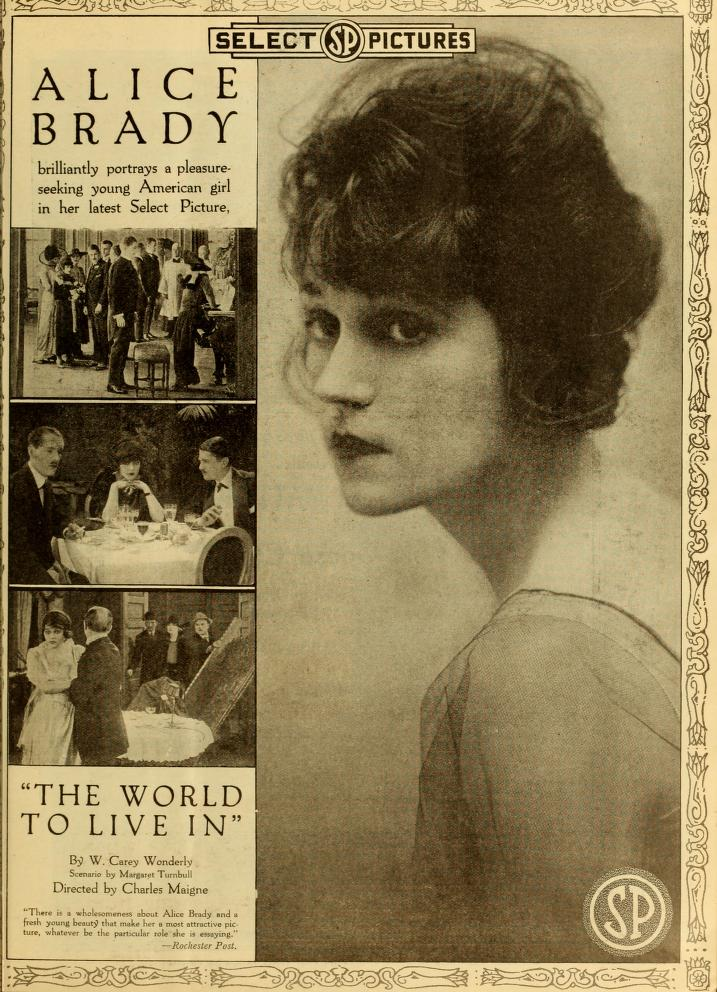
The World To Live In, 1919